# 罗托
罗托（法語：Rothau，法語發音：[ʁɔto]）是法国下莱茵省的一个市镇，属于莫尔塞姆区。

## 地理
罗托（48°27'17"N, 7°12'31"E）面积3.88 平方千米，位于法国大東部大區下莱茵省，该省份为法国大陆部分最东部的省份，是阿尔萨斯的一部分，今与上莱茵省组成了阿尔萨斯欧洲集体，其南至上莱茵省，西南接孚日省和默尔特-摩泽尔省，西接摩泽尔省，北与德国接壤。
与罗托接壤的市镇（或旧市镇、城区）包括：巴朗巴克、拉布罗克、纳茨维莱尔、希尔梅克、索尔巴克、维尔代尔斯巴克。

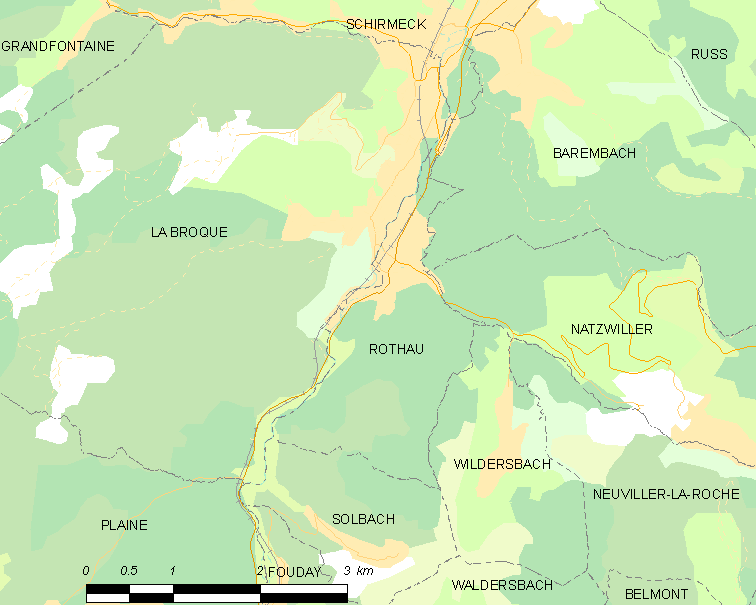
罗托的OSM定位图

罗托的时区为UTC+01:00、UTC+02:00（夏令时）。

## 行政
罗托的邮政编码为67570，INSEE市镇编码为67414。

## 政治
罗托所属的省级选区为米齐格县。

## 人口

1962-2008年间罗托人口变化图示

罗托于2022年1月1日时的人口数量为1481人。